# Tilalmi idő
A tilalmi idő a vadászati éven belül az az időszak, melyben az adott vadfaj nem vadászható- azaz a vadászidényen kívüli időszak. A vadászati törvény szerint a vadászidény az a naptári időszak, mely a vadászati éven belül kijelöli az egyes vadfajok vadászatának idejét (vadászati idény). A vadászati idényt a földművelésügyi miniszter a természetvédelemért felelős miniszterrel egyetértésben rendeletben állapítja meg. Azt a vadfajt, amelyre vadászati idényt nem állapítanak meg, a vadászati éven belül kímélni kell (vadászati tilalmi idő).

## Forrás
- 1996. évi LV. törvény - Nemzeti Jogszabálytár. njt.hu. (Hozzáférés: 2024. február 17.)